# Dansedys
Der Dansedys war eine megalithische Grabanlage der jungsteinzeitlichen Nordgruppe der Trichterbecherkultur im Kirchspiel Ferslev in der dänischen Kommune Frederikssund. Er wurde um 1840 zerstört.

## Lage
Das Grab lag westlich von Ferslev an der Südseite des Søndervej.

## Forschungsgeschichte
Die Anlage wurde um 1840 zerstört; dabei wurden Funde geborgen. Im Jahr 1873 führten Mitarbeiter des Dänischen Nationalmuseums eine Dokumentation der Fundstelle durch. Zu dieser Zeit waren keine baulichen Überreste mehr auszumachen.

## Beschreibung

### Architektur
Die Anlage besaß eine längliche Hügelschüttung mit einer Länge von etwa 13 m, die von einer steinernen Umfassung umgeben war. Über die Grabkammer ist lediglich bekannt, dass sie um 1840 noch aus einem Deckstein bestand, der auf mehreren Wandsteinen ruhte. Der genaue Grabtyp lässt sich anhand dieser Angaben nicht sicher bestimmen.

### Funde
Bei der Abtragung des Grabs wurden in der Kammer zwei kleine Beile sowie Keramikgefäße und -scherben gefunden.